# Rhagoletis completa
La mosca della noce (Rhagoletis completa Cresson, 1929) è un insetto dell'ordine dei ditteri e della famiglia dei tefritidi, parassita delle piante di noce. 

## Descrizione

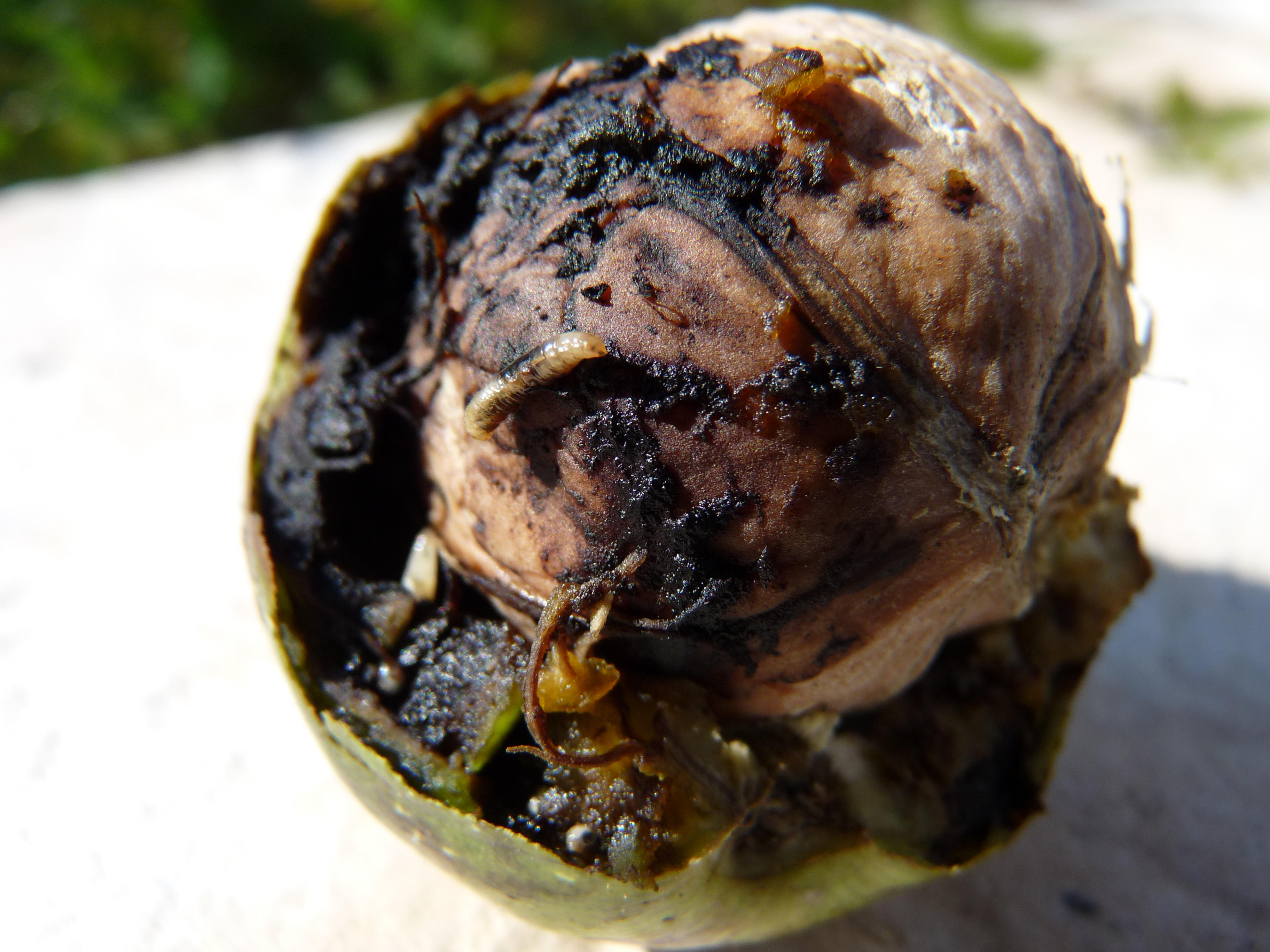
Una noce colpita dalla mosca

L'adulto, che è grande 4-8 mm, è facilmente riconoscibile da uno scutello color crema, che può presentare macchie nere, e da uno scuto privo di parti gialle o nere; le ali sono trasparenti, con tre bande scure di cui la più esterna a forma di V; è inoltre dotato di tre paia di setole frontali.
La larva è invece di colore bianco giallastro, apoda e microcefala.

## Biologia
La mosca della noce ha un ciclo vitale annuo: durante l'inverno sverna nel terreno (a circa 5 cm di profondità) in forma di pupa; gli adulti sfarfallano da metà giugno a settembre-ottobre, e depongono le uova due settimane più tardi. Ogni femmina può deporne fino a 400, in gruppi da cinque a venti unità, all'interno del mallo delle noci, generalmente scegliendo le più tenere e più in alto sull'albero; le femmine marcano le noci già infestate con un feromone inibitore, così che altri individui depongano le uova in altre noci. Le uova si schiudono entro una settimana, e le larve si nutrono del mallo maturando in 3-5 settimane, quindi si lasciano cadere dall'albero per andare a sotterrarsi; la diapausa dura normalmente un anno, ma può protrarsi fino a tre.
Le larve causano l'annerimento del mallo, con una macchia scura che si estende progressivamente fino a coprire tutto il frutto, e dalla quale può sgorgare un liquido nerastro ricco di tannino. Il mallo rinsecchisce, aderendo al guscio e rendendone difficile l'asportazione, e i secreti possono impregnarlo; nel caso, il guscio annerisce a sua volta, contagiando infine anche la polpa del frutto che può ammuffire o rinsecchire. Inoltre, altri insetti possono essere attirati dal mallo in decomposizione, e deporvi a loro volta le uova.

## Diffusione e habitat
Si tratta di una specie nativa del Nord America, originariamente diffusa negli Stati Uniti e in Messico. È stata introdotta accidentalmente in Europa, probabilmente negli anni Ottanta: è segnalata in Nord Italia dal 1991, e nel 2010 aveva raggiunto la Campania, ed ora è attestata in tutta la penisola e in Svizzera.

## Danni e lotta
La mosca della noce è un insetto fitofago, che può causare una perdita fino al 30% del raccolto, e i frutti che vengono recuperati subiscono comunque un grave calo qualitativo per via dell'annerimento del guscio e del gheriglio, causando danni economici (fino a 1400 €/ha, tenendo conto che ogni ettaro di terreno può fruttare dai 4000 ai 18000 €). La mosca attacca tutti i tipici di noce, con una preferenza per quelle più precoci.
La presenza di questo dittero è molto semplice da riconoscere, ma il mercato non dispone ancora di insetticidi o altre soluzioni realmente efficaci contro di esso (è stata notata la parziale efficacia di alcuni prodotti specifici per la carpocapsa del melo), e anche i suoi nemici naturali non sono così risolutivi. Fra le misure attuabili, si annoverano l'uso di trappole fluorescenti per catturare gli adulti e la copertura del suolo sotto agli alberi per impedire alle larve di sotterrarsi.